# Vaena eacleoides
Vaena eacleoides là một loài bướm đêm trong họ Geometridae.